# Gilbert R. Cook

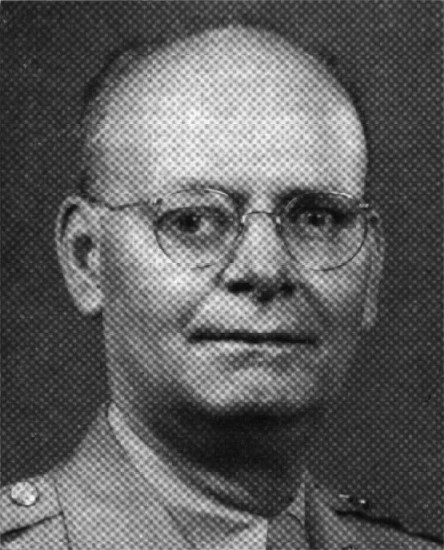
Gilbert Richard Cook

Gilbert Richard Cook (* 30. Dezember 1889 in Texarkana, Miller County, Arkansas; † 19. September 1963 in La Jolla, San Diego County, Kalifornien) war ein Generalmajor der United States Army. Er war unter anderem Kommandeur der 104. Infanteriedivision und des XII Corps.
Gilbert Cook war ein Sohn von Joseph E. Cook und dessen Frau Mary A. Young. Er besuchte die öffentlichen Schulen seiner Heimat. In den Jahren 1908 bis 1912 durchlief er die United States Military Academy in West Point. Nach seiner Graduation wurde er als Leutnant der Infanterie zugeteilt. In der Armee durchlief er anschließend alle Offiziersränge vom Leutnant bis zum Zwei-Sterne-General.
Im Lauf seiner militärischen Karriere absolvierte Cook verschiedene Kurse und Schulungen. Dazu gehörten unter anderem das Command and General Staff College und das United States Army War College.
In seinen jüngeren Jahren absolvierte er den für Offiziere in den niederen Rangstufen üblichen Dienst in verschiedenen Einheiten und Standorten. Dabei war er unter anderem am gerade erst eröffneten Panamakanal, an der mexikanischen Grenze und auf den Philippinen stationiert. Während des Ersten Weltkriegs gehörte er den American Expeditionary Forces an, mit denen er in Frankreich eingesetzt war. Dort gehörte er einem Bataillon eines Infanterieregiments an, das der 4. Infanteriedivision unterstand. Er war in mehrere Gefechte verwickelt wozu auch die Schlacht von St. Mihiel, die Maas-Argonnen-Offensive und die Schlacht an der Aisne gehörten.
In den 1920er und 1930er Jahren setze Cook seine Offizierslaufbahn fort. Er absolvierte die oben erwähnten Schulen und war selbst an einigen Militärschulen als Dozent tätig. Zwischen September 1932 und Mai 1936 gehörte er der Stabsabteilung für Operationen (G3) im Kriegsministerium an. Danach war er Kommandeur des Militärstützpunkts Fort Washington in Maryland. Sein Kommando umfasste auch die Küstenverteidigung im Bereich der Bundeshauptstadt Washington, D.C.
Nach einer Zeit als Stabsoffizier beim Command and General Staff College in Fort Leavenworth wurde Cook nach Hawaii versetzt, wo er am 20. April 1941 das Kommando über das 21. Infanterieregiment übernahm, das damals der 24. Infanteriedivision unterstand. Dieses Kommando behielt er bis zum 15. April 1942. Damit war er zum Zeitpunkt des japanischen Angriffs auf Pearl Harbor vor Ort und in die Abwehrkämpfe verwickelt. Diesem Angriff folgte der amerikanische Eintritt in den Zweiten Weltkrieg.
Zwischen April und Juni 1942 war Cook Stabsoffizier bei der 25. Infanteriedivision. Anschließend erhielt er das Kommando über die 104. Infanteriedivision. Dieses Kommando hatte er bis zum 15. Oktober 1943 inne. Die Division war damals nicht im Kriegseinsatz. Sie wurde in Kalifornien ausgebildet und erst im August 1944 nach Europa verlegt. Zu diesem Zeitpunkt war Cook aber nicht mehr deren Kommandeur.
Danach erhielt er das Kommando über das XII. Korps, mit dem er ab August 1944 in Frankreich eingesetzt war. Zuvor war das Korps in South Carolina ausgebildet und dann zwischenzeitlich nach England verlegt worden. Das Korps unterstand während seines Kriegseinsatzes George S. Pattons 3. Armee, in der Cook in seiner Eigenschaft als Korpskommandeur auch Stabsoffizier war. Aufgrund einer Erkrankung musste er das Kommando über das XII. Korps noch im August 1944 aufgeben. Er wurde zur Genesung in die Vereinigten Staaten zurückgebracht. Später gehörte er einer Planungsgruppe zur militärischen Gestaltung der Nachkriegszeit der Army Ground Forces an.
Am 31. Mai 1945 ging Cook in den Ruhestand, aus dem er im Juni 1946 zurückgerufen wurde. Er wurde Mitglied einiger militärischer Gremien. Zum 30. Juni 1948 schied er endgültig aus dem aktiven Militärdienst aus. Allerdings war er noch bis Mitte der 1950er Jahre als Zivilist in beratender Funktion für das Militär tätig.
Er starb am 19. September 1963 und wurde auf dem amerikanischen Nationalfriedhof Arlington beigesetzt.

## Orden und Auszeichnungen
Gilbert Cook erhielt im Lauf seiner militärischen Laufbahn unter anderem folgende Auszeichnungen:
- Army Distinguished Service Medal
- Silver Star
- Orden der Ehrenlegion (Frankreich)
- Kriegskreuz (Frankreich)